# Рентабельність продажу
Рентабельність продажів (англ. Return on sales (ROS)) — є одним з найважливіших показників ефективності діяльності компанії.
Цей коефіцієнт показує, яку суму операційного прибутку одержує підприємство з кожної гривні проданої продукції. Іншими словами, скільки залишається в підприємства після покриття собівартості продукції .
Показник рентабельності продажів характеризує найважливіший аспект діяльності компанії — реалізацію основної продукції, а також оцінює частку собівартості в продажах. Коефіцієнт рентабельності продажів зв'язує оперативну і стратегічну діяльність компанії.
Цей показник відбиває тільки операційну діяльність підприємства. Він не має нічого загального з фінансовою діяльністю.
Середній рівень рентабельності продажів у різних галузях різний. Не існує єдиного стандарту на даний показник. Це гарний критерій для порівняння з галузевим стандартом. Значення рентабельності продажів для різних галузей, масштабів виробництва і рівня технології можуть сильно розрізнятися, тому показовішим буде динаміка їх змін.
Причиною зниження цього коефіцієнта може бути ріст витрат на виробництво і реалізацію продукції. Отже, необхідний аналіз собівартості, щоб знайти причини даного зниження.
Іншою причиною цього може бути падіння загального обсягу продажів. Це зв'язано з ростом витрат на одиницю продукції. Отже, потрібно провести аналіз ринку, щоб з'ясувати вплив маркетингових факторів.

## Розрахунок
Рентабельність продажу розраховується шляхом ділення прибутку від реалізації продукції, робіт і послуг або чистого прибутку на суму отриманої виручки. Цей показник характеризує суму прибутку з гривні продажу. Він розраховується в цілому по підприємству та за окремими видами продукції.
{\displaystyle \mathrm {ROS} =\left({\frac {\mathrm {Net\ Profit} }{\mathrm {Revenue} }}\right)*100\%},
де Net Profit — чистий прибуток (рядок 220, форми 2), Revenue — Чистий дохід від реалізації (рядок 035, форми 2)